# Staffelsee
Staffelsee er en delvis moseagtig sø med syv øer i Landkreis Garmisch-Partenkirchen i Regierungsbezirk Oberbayern i den tyske delstat Bayern.

## Beskrivelse
Hele selve Staffelsee (inklusiv alle øer) hører til kommunen Seehausen a.Staffelsee. Mod nord og vest har også kommunen Uffing et stykke søbred. Murnau am Staffelsee har i det sydøstlige hjørne 210 meter søbred (mellem Strandbad Murnau og anløbsbroen for skibe).
Søen er meget brugt badesø med mildt moseagtigt vand, der hurtigt bliver opvarmet. Om vinteren er skøjteløb og ishockey. Der ergode vandremuligheder i omegnen, og en tur rundt om søen på 22 km.
Mellem Murnau, Seehausen a.Staffelsee og Uffing sejler en turbåd MS Seehausen.
Siden 1935 har der hvert år på den katolske helligdag Corpus Christi væeret en procession på søen. Fra kirken i Seehausen går man gennem byen til søen, hvor man fortsætter med både til øen Wörth.

## Øer
Staffelsee har syv øer af forskellig størrelse, hvoraf de største er:
- Wörth, den største ø i Staffelsee.
- Buchau, den næststørste har en campingplads, og anløbsplads for skibsfarten på søen
- Große Birke, er den tredjestørste ø med en lille teltplads.